# زغبة صينية
الزغبة الصينية (الاسم العلمي: Chaetocauda) (بالإنجليزية: Chinese dormouse)‏ هي جنس من الحيوانات تتبع الفصيلة الزغبات من رتبة القوارض.

## أنواع الزغبة الصينية
- زغبة سيشوانية